# Frontera entre Guatemala i El Salvador
La frontera entre Guatemala i El Salvador és una frontera administrativa situada a l'oest d'El Salvador i a l'est de Guatemala. En direcció nord-est-sud-oest, separa els departaments salvadorencs d'Ahuachapán i Santa Ana dels departaments guatemalencs de Chiquimula i Jutiapa.

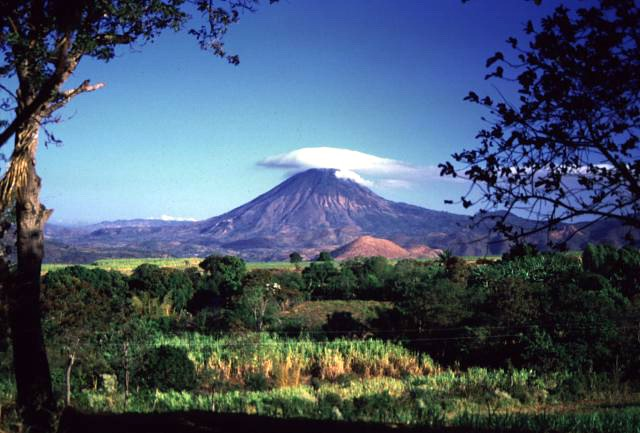
Volcà Chingo situat a la frontera entre El Salvador i Guatemala

## Traçat
De nord a sud, comença al trifini dels dos països amb Hondures, a prop del pic Monte Cristo al Parc Nacional de Los Volcanes (El Salvador), que s'estén al sud-oest per la costa de l'oceà Pacífic, després de la desembocadura del riu Paz. Enmig de la frontera hi ha l'estratovolcà Chingo.

## Història
Fou creada entre 1821, quan El Salvador se separà de Guatemala per juntar-se amb Mèxic, i fou confirmada per la independència salvadorenca en 1856.